# Gazanferija džamija
Gazanfer-begova  (poznata i kao Gazanferija džamija), džamija je u Banjoj Luci, u Donjem Šeheru, na desnoj obali Vrbasa. Nalazi se u sastavu Medžlisa Islamske zajednice Banjaluka, u okvirima Banjalučkog muftiluka.

## Povijest
Natpis na džamiji nije sačuvan, ali s obzirom na činjenicu da je Gazanfer bio suvremenik Ferhad-paše Sokolovića i Hasan-efendije Defterdara, najvjerojatnije je Gazanfer-begova džamija izgrađena krajem 16. stoljeća. Osnivač džamije Gazanfer-beg je supotpisnik kao svjedok na Ferhad-pašinoj vakufnami iz 1578. godine. O Gazanfer-begu se zna da je bio zaim (lenski vitez) i vojvoda Bosanskog pašaluka. Njegova vakufnama nije sačuvana.
Zbog toga što je imala čistu kvadratičnu osnovu vjeruje se da je prvobitno džamija imala kupolu, a s kupolom ucrtana je na kartama iz 1737. godine. Vjeruje se da je nakon rušenja prvobitne kamene kupole ova džamija dobila četverovodan krov i drvenu kupolu ispod njega. Drvena kupola je bila oslikana arabeskom u austrougarskom periodu. Vjeruje se da bi zidovi, prozori, portal, mihrab, dva mala mihraba, i mahfil kod ove džamije mogli biti iz vremena podizanja džamije.
U 19. stoljeću otvori sofa koje su bile na drvenim stupovima su zazidani i cijeli prostor je povećan. To je učinio hadži Feslija, tadašnji upravnik  vakufa. Zazidani prostor sofa sa skromnim dvokrilnim prozorima nije dopuštao da se nasluti nekadašnji izgled. Zahvaljujući velikoj širini sofa, i na tom mjestu bilo je moguće obavljati namaz. Na vanjskom dijelu ulaznog zida nalazila su se simetrično postavljena, u odnosu na ulaz, dva kamena mihraba pomne klesarske obrade s četiri reda lijepih stalaktitnih ukrasa. Ovaj prostor sve dok nije srušen (1993.) služio je za mekteb. Glavni portal džamije bio je nešto reprezentativnije obrade, s kamenom pločom, na kojoj je bio tekst iz Kurana. 
Jedinstven prostor za namaz, kvadratičnog oblika bio je prostraniji. Nad njim, u sredini ravne drvene tavanice, bila je podignuta drvena kupola, ožbukana i oslikana. Ona je bila sastavni dio stropne konstrukcije, pa molitveni prostor nije imao podupirača. Drveni stupovi, koji su nosili mahfil, produžavali su se do ravnog dijela stropa koji su podupirali.
Džamija je građena od kamena, ožbukana s vanjske i unutrašnje strane. Četverovodan krov pokrivao je centralni molitveni prostor i sofe. Na njemu je nekada bio biber crijep, kasnije zamijenjen falcovanim crijepom. Zidovi u prostoru sofa, bili su od ćerpiča, koji je činio ispunu između drvenih stupova.
Ispred džamije su bila simetrično postavljena dva kamena turbeta, međusobno spojena zidom, u kome je bila kapija, flankirala su ulaz u dvorište džamije, pa je tako vanjski izgled kompleksa podsjećao na utvrđeni prostor. U dvorištu je bio šadrvan novije izrade.
Harem oko džamije, kao i dva kamena turbeta nastali su vjerojatno krajem 16. i početkom 17. stoljeća. Pretpostavlja se da ih je gradio sam Gazanfer za sebe i članove svoje obitelji. Osnivačevo turbe se nalazilo lijevo od ulaza. U drugom turbetu, koje se nalazilo desno od ulaza, su prema predanju nalazili mezari dvojice Gazanferovih sinova nepoznatih imena.
U turbetu, gdje je bio sarkofag osnivača Gazanferije, osim dva prozora pravougaonog oblika s demirima, bile su i dvije niše u kojima su stajale knjige. U turbetu se nalazi kamena kubura osnivača džamije. Ulazna vrata imala su segmentni luk s dovratnicima. U drugom turbetu, prema legendi, bila su sahranjena njegova dva sina. Zid koji je spajao ova dva turbeta bio je pokriven krovićem, oslonjenim na dva osmougaona stupa izgrađena od kamena. U turbetu su bile dvije kubure koje su pripadale potomcima osnivača. Sarkofazi u turbetu su od kamena. Na jugoistočnoj strani, kao i na lokaciji preko puta džamije, nalazila su se dva harema s nišama.
Uz Gazanferiju se nalazi veće groblje sa stotinjak mezara. Kod minareta se nalazilo desetak starih mezara s otvorenim sarkofazima i nišama s piramidalnim završetkom, koji bi mogli biti iz 17. stoljeća. Ispred džamije se nalazi i mezar reis-ul-uleme hfz. Ibrahima ef. Maglajlića.
Gazanferija džamija je minirana je i srušena 4. srpnja 1993. za vrijeme rata u Bosni i Hercegovini, pri čemu su djelomično oštećena turbeta koja i danas postoje, a lokalitet djelomično raščišćen. Turbeta osnivača džamije su čitava, ali su u vrlo lošem stanju. Krov na turbetima je propao, vrata su odvaljena a njihov otvor je ispunjen ciglom.
Godine 2003. područje i ostaci graditeljske cjeline Gazanferije džamije je proglašeno je nacionalnim spomenikom Bosne i Hercegovine.

## Vanjske povezice
- Husedžinović, Sabira; Arslanagić, Dževahira. 2005. Dokumenti opstanka: vrijednosti, značaj, rušenje i obnova kulturnog naslijeđa. Muzej grada Zenice. Zenica. ISBN 9958-9413-2-5